# Битва за залив Милн
Битва за залив Милн, или Операция RE, или Битва при Раби (ラビの戦い) — бои во время Второй мировой войны на тихоокеанском театре военных действий, проходившие 25 августа — 7 сентября 1942 года между японскими войсками и войсками союзников за аэродромы союзников в бухте Милн, расположенные на восточной оконечности Новой Гвинеи. 

## Предыстория
Залив Милн глубоко вдаётся в южное побережье острова Новая Гвинея с юга, и является прекрасной большой бухтой. Покрытые густыми тропическими лесами горы подходят близко к берегу, оставляя лишь узкую полоску суши, занятую садами местных жителей и кокосовыми плантациями. В глубине залива на широкой наносной равнине кампания «Ливер Врадеро» насадила большие кокосовые плантации Гили-Гили, а между плантациями и противоположным берегом имелась крупная якорная стоянка, защищённая от муссонов. Природные особенности и стратегическое положение залива Милн относительно острова Новая Британия и Соломоновых островов делали его идеальным местом для размещения аэродрома и военно-морской базы: сторона, обладавшая ею, могла помешать своему противнику проходить вокруг южной оконечности Новой Гвинеи в Соломоново море или к Порт-Морсби.
Союзники, получив через «Ультра» предупреждение разведки о предстоящем наступлении японцев,  усилили свой гарнизон. В начале июня 1942 года в залив Милн были присланы одна рота 46-го сапёрного батальона США, одна австралийская пехотная рота и часть ПВО под общим командованием полковника Барно (США). Они быстро начали строить аэродром на плантациях Гили-Гили. 19 августа была доставлена американская зенитная батарея, а через пару дней прибыла 18-я австралийская пехотная бригада, закалённая в боях в Северной Африке, которой командовал генерал-майор Клауз. Таким образом численность наземных войск была доведена до 8800 австралийцев и 1300 американцев. Военно-воздушные силы составляли 34 австралийских самолёта P-40 «Киттихок», которые базировались на одной достроенной посадочной площадке в двух милях к западу от Гили-Гили, кроме того, по соседству строились ещё два аэродрома.

## Ход событий
Японцы, опьянённые предыдущими успехами, из-за плохой работы разведки неправильно оценили размер гарнизона, состоявшего преимущественно из австралийцев, и предприняли операцию против залива Милн без достаточной воздушной или артиллерийской поддержки. Полагая, что аэродромы защищали всего две или три роты, японцы отправили силы, примерно эквивалентные по численности одному батальону. 24 августа из Рабаула к заливу Милн вышли транспорты «Кинай-мару» и «Нанкой-мару», на которых находилось 1900 человек из состава Специальных десантных сил флота.  Их эскортировали крейсера «Тэнрю» и «Тацута», эсминцы «Таникадзэ», «Уракадзэ» и «Хамакадзэ», и два охотника за подлодками. На следующий день об этом конвое сообщил береговой наблюдатель с островов Тробриану; одновременно над аэродромами Гили-Гили появились 8 японских истребителей «Зеро», которые были перехвачены австралийскими истребителями.
К полуночи 25 августа японский конвой вошёл в залив Милн и бросил якорь в районе Ванадала (в 9 милях к востоку от австралийского штаба в Гили-Гили), после чего на берег был высажен десантный отряд в количестве 1200 человек. Утром австралийские истребители поднялись в воздух, чтобы прикрыть атаку нескольких «летающих крепостей», которые прилетели со своей базы на мысе Йорк. В результате этого налёта был сильно повреждён транспорт «Нанкой-мару», а другие корабли, лишь частично разгруженные, были отогнаны в море. Помимо прикрытия бомбардировщиков, австралийские истребители также обстреляли японский десант на берегу.
Генерал Клауз решил не вести с японцами бои по ночам в глубине влажных джунглей под проливным дождём, а дожидаться вражеской атаки на границе аэродрома № 3 (получившего название «Тэрнбулл-филд»). После того, как первая атака японцев против аэродрома была отбита, они попытались доставить морем подкрепления, но их 7 больших барж были обнаружены самолётами Союзников у острова Гуденаф и уничтожены. Японские ВВС, истощённые в боях на Гуадалканале и задержанные плохими метеорологическими условиями, не могли помочь войскам в бухте Милн.
29 августа адмирал Микава прислал новый конвой под командованием капитана Яно, доставивший 776 человек, которые вместе с уже находящимися здесь войсками предприняли ожесточённую ночную атаку против Тэрнбулл-филд. На рассвете 31 августа они отступили, потеряв 160 убитыми. После этого американо-австралийские силы перешли в наступление. 2 сентября капитан Яно радировал в Рабаул: «Положение отчаянное. Все полны решимости сражаться до конца».
Микава позаимствовал из армии 1000 человек и приказал капитану Ясуда произвести высадку в заливе Милн, принять командование над всеми наземными войсками и захватить аэродром, но 4 сентября отменил этот приказ и отдал приказ об эвакуации. В ту же ночь лёгкий крейсер и три сторожевых корабля сняли с берега раненых, а ночью 6 сентября эвакуировали остальные войска.

## Результаты
Из залива Милн японцами были эвакуированы 1300 человек из 2000 высадившихся, причём эвакуированные находились в очень плохом физическом состоянии. Оставшихся на берегу уничтожили австралийцы и туземцы, покончив с последними уже в ноябре.
Это был первый случай в войне на Тихом океане, когда японская десантная операция была сорвана из-за высоких потерь. Это восстановило в австралийских солдатах уверенность в себе, которую они потеряли после проигранных боёв на Малайском полуострове.